# Anke Van dermeersch
Pour les articles homonymes, voir Vandermeersch.
Anke Van dermeersch, née le 27 octobre 1972 à  Anvers, est une reine de beauté et femme politique du parti flamand d'extrême droite du Vlaams Belang.
Miss Belgique 1991, elle s'engage en politique et siège depuis 2003 pour le Vlaams Blok — devenu le Vlaams Belang en 2004 — au Sénat.

## Biographie

### Miss Belgique
Le 27 avril 1991, Anke Van dermeersch est couronnée Miss Belgique au casino de Spa. Son élection est la première directement diffusée à la télévision (sur RTL TVI) et également la première pour laquelle les spectateurs ont pu voter. L'élection est entièrement menée en français, ce qui rendait la victoire d'une flamande peu probable. 

### Formation
- UFSIA (2 nominations) et UIA (3 licences), Anvers : 5 ans en droit (92-97)
- Spécialisation universitaire après le diplôme (master) : UIA, Anvers : 2 années de spécialisation Master en droit fiscal (97-99)

### Carrière professionnelle
- Modèle photo, mannequin et Miss Belgique 1991, 6e Dauphine Miss Univers 1992
- Avocate, spécialiste de droit fiscal international au barreau d'Anvers

## Détail des mandats et fonctions

### Sénat
- Sénatrice depuis 2003
- Conseillère depuis 2007
- Députée flamande depuis 2014
  - Sénatrice de communauté (depuis 2014)
- Chef groupe Vlaams Belang au Sénat (2011-2019)[1]

### Vlaams Belang
- Parti membre de la Commission
- Conseiller du parti
- Vice président administration de Dôme Anvers